# Rio Iapó
Der Rio Iapó ist ein etwa 149 km langer rechter Nebenfluss des Rio Tibaji im Osten des brasilianischen Bundesstaats Paraná.

## Geschichte
Der Name Iapó kommt aus dem Tupi. Er bedeutet Fluss der Wurzeln: y = Fluss + apó = Wurzel.
Die Entdeckung des Gebiets durch Europäer wird der Expedition des Spaniers Álvar Núñez Cabeza de Vaca im Jahr 1541 zugeschrieben.
Bis zum 18. Jahrhundert war das Gebiet der Campos Gerais do Paraná von Tupi- und Gê-Indianern bewohnt. Aufgrund des Reichtums an Weideland wurde die Region und insbesondere das Gebiet des Rio Iapó zum Durchzugsgebiet der Viehtreiber, die mit ihren Rinderherden vom Süden (Rio Grande do Sul) nach São Paulo (Sorocaba) zogen. Die Route nannte sich Caminho das Tropas.
Während der Revolutionszeit von 1893 bis 1894 zog sich die Regierung des Staats Paraná an den Rio Iapó zurück. Die Stadt Castro wurde für drei Monate zur Interimshauptstadt von Paraná, solange Curitiba unter der Kontrolle der Revolutionäre stand.

## Geografie

### Lage
Das Einzugsgebiet des Rio Iapó befindet sich in den Campos Gerais do Paraná auf dem Primeiro Planalto Paranaense (Planalto Atlântico oder Curitiba-Hochebene). Weiter durchfließt er nach seinem Durchbruch durch die Escarpa Devoniana den Segundo Planalto Paranaense (Zweite oder Ponta-Grossa-Hochebene von Paraná).

### Verlauf
Sein Quellgebiet liegt im Munizip Piraí do Sul auf 1075 m Meereshöhe in der Serra das Furnas im Umweltschutzgebiet Escarpa Devoniana etwa 17 km nordöstlich der Stadtmitte nahe der PR-151 und der Eisenbahnlinie von Ponta Grossa nach Telêmaco Borba.
Der Fluss verläuft zunächst bis zur Stadt Castro in südwestlicher Richtung. Er fließt durch das Stadtgebiet und schwenkt hier nach Nordwesten um. Unterhalb der Stadt Castro fällt er über mehrere Stufen (Cachoeira do Penteado, Cachoeira do Meio, Cachoeira da Cruz. Salto Pauo Grande), bevor er den Guartelá-Canyon erreicht.   
Er fließt im Munizip Tibagi von rechts in den Rio Tibaji. Er mündet auf 697 m Höhe. Die Entfernung zwischen Ursprung und Mündung beträgt 57 km. Er ist etwa 149 km lang.

### Munizipien im Einzugsgebiet
Am Rio Iapó liegen die drei Munizpien Piraí do Sul, Castro und Tibagi.

### Zuflüsse
Die wichtigsten der Nebenflüsse sind:
rechts:
- Arroio Boa Vista (in Castro)
- Rio Boa Vista (in Piraí do Sul)
- Arroio Cercado
- Rio Fortaleza
- Rio Guabiroba
- Arroio dos Monjolos
- Ribeirão da Onça (in Piraí do Sul)
- Rio Piraí
- Rio Samambaia
- Ribeirão dos Touros
- Arroio Várzea

links:
- Ribeirão da Cambuca
- Ribeirão Lagoa da Onça
- Ribeirão da Onça (in Castro)
- Ribeirão Santo Anselmo
- Ribeirão do Tigre
- Arroio do Xaxim

## Schutzgebiete

### APA Escarpa Devoniana
Der Rio Iapó entspringt im Umweltschutzgebiet (APA = Área de Proteção Ambiental) der Escarpa Devoniana des Staats Paraná, das er nach wenigen Kilometern aber schon verlässt. Erst in seinem Unterlauf tritt er wieder in das Schutzgebiet ein. Dieses hat insgesamt etwa 4.000 km². Es erstreckt sich von Lapa und Balsa Nova am Iguaçú nach Norden bis ins Itararé-Becken bei Sengés.

### Reserva Ecológica Itáytyba
Die Reserva Ecológica Itáytyba ist eines der außer den vier Staatsparks im Umweltschutzgebiet der Escarpa Devoniana besonders geschützten fünf Gebiete (RPPN = Reservas Particulares do Patrimônio Natural). Es hat eine Fläche von 11 km² und liegt am rechten Ufer des Rio Iapó in der Nähe des Guartelá-Staatsparks. Itáytyba ist ein Tupi-Guarani-Name und bedeutet reich an Steinen und Wasser (itá = Stein; y = Wasser; tyba = Reichtum). Dieser Name wurde zu Ehren der Ureinwohner der Region vergeben, die zur Zeit der Entdeckung Brasiliens durch die Europäer in diesem Gebiet lebten. Das Schutzgebiet besteht aus besonderen Sandsteinformationen. Verwitterungsprozesse führten dazu, dass einzelne Sandsteinblöcke im Laufe der Zeit kuriose Formen annahmen, die Tierfiguren, Vögeln, Indianerköpfen und anderem ähneln. Außerdem ist der langgestreckte Sandsteinstreifen von zahlreichen überhängenden Felsen und Felsblöcken mit senkrecht und waagerecht verlaufenden Wänden gekennzeichnet. Darin tauchen Steinhaufen, Unterstände und Geländestufen auf, in denen sich Felsinschriften in einem hervorragenden Erhaltungszustand befinden.

### Parque Estadual do Guartelá
Der Park wurde am 27. März 1992 eröffnet. Er ist 52 km² groß. In ihm liegen eine Reihe von Attraktionen und vor allem der Guartelá-Canyon.
Der Canyon ist etwa 32 km lang. Seine geologische Entstehung begann im Paläozoikum in der Devon-Periode, vor etwa 400 Millionen Jahren. Das Tal ist bis zu 450 m tief und von steilen Abhängen und Felswänden begrenzt.
Auffallend sind auch die von der Natur geschaffenen Skulpturen, deren Entstehung vor etwa 400 Millionen Jahren begann, und die typischen Übergangswände zwischen erster und zweiter paranaischer Hochebene. Einige der Attraktionen des Parks, wie die Gruta da Pedra Ume (Pedra-Ume-Höhle) und die Felsmalereien, können nur mit einem Führer besucht werden. In den Panelões do Sumidouro ist das Baden gestattet. In diesem Park gibt es archäologische Stätten mit Felsmalereien aus der Zeit vor 2000 bis 7000 Jahren, von denen nur die Fundstätte Lapa Ponciano für Besucher zugänglich ist.
Der Name Guartelá soll von einem alten Rufwechsel aus der Zeit der ersten europäischen Siedler herrühren: "Guarda-te-lá, que aqui bem fico" (deutsch: "Pass auf! Hier bei mir alles ok."), einer Kommunikationsform der Pioniere, um sich vor Angriffen der Eingeborenen zu schützen. Eine andere, eher wahrscheinliche Erklärung leitet den Namen vom Gurarani-Begriff Guartelá = Felswand her. Diese Version stammt von Touristen aus Paraguay, wo heute noch Guarani gesprochen wird.